# Joachim Jhering
Joachim Jhering, född omkring 1580 i Södermanland, död den 18 juli 1657 i Stockholm, var en svensk präst.
Jhering blev 1620 kyrkoherde i Nyköpings östra församling och 1638 biskop i Estland. Som sådan utvecklade han synnerligen förtjänstfull verksamhet, i det att han upprättade en ordnad kyrkostyrelse, införde prästmöten och visitationer samt sökte åvägabringa enhet i kyrkobruken och bättre undervisning av allmogen. 